# Sri-lankische Cricket-Nationalmannschaft in Schottland in der Saison 2019
Die Tour der sri-lankischen Cricket-Nationalmannschaft nach Schottland in der Saison 2019 findet vom 18. bis zum 21. Mai 2019 statt. Die internationale Cricket-Tour ist Bestandteil der Internationalen Cricket-Saison 2019 und umfasst zwei ODIs. Sri Lanka gewann die ODI-Serie 1–0.

## Vorgeschichte
Schottland spielte zuvor eine ODI-Serie gegen Afghanistan für Sri Lanka ist rs die erste Tour der Saison.
Es ist das erste Mal das die beiden Mannschaften eine Tour gegeneinander bestreiten. Bisherige Begegnungen fanden entweder als Tour Matches im Rahmen von besuchen Sri Lankas in England oder innerhalb internationaler Turniere statt.

## Stadien
Die folgenden Stadien wurden für die Tour als Austragungsort vorgesehen und am 26. November 2018 bekanntgegeben.
| Stadt     | Land       | Stadion         | Kapazität | Spiele      |
| --------- | ---------- | --------------- | --------- | ----------- |
| Edinburgh | Schottland | The Grange Club | 3.000     | 1. & 2. ODI |

## Kaderlisten
Die Kader werden kurz vor Beginn der Tour bekanntgegeben.
| ODI | ODI |
| Schottland | Sri Lanka |
| --- | --- |
| - Kyle Coetzer (K) - Dylan Budge - Scott Cameron - Matthew Cross (wk) - Alasdair Evans - Michael Jones - Michael Leask - Calum MacLeod - Gavin Main - George Munsey - Safyaan Sharif - Tom Sole - Craig Wallace (wk) - Mark Watt - Brad Wheal | - Dimuth Karunaratne (K) - Avishka Fernando - Suranga Lakmal - Lasith Malinga - Angelo Mathews - Jeevan Mendis - Kusal Mendis (wk) - Kusal Perera (wk) - Thisara Perera - Nuwan Pradeep - Dhananjaya de Silva - Milinda Siriwardana - Lahiru Thirimanne - Isuru Udana - Jeffrey Vandersay |

## One-Day Internationals

### Erstes ODI in Edinburgh
| 18. Mai Scorecard | Edinburgh | Schottland | – | Sri Lanka |
|                   |           | Abgesagt   |   |           |

### Zweites ODI in Edinburgh
| 21. Mai Scorecard | Edinburgh | Sri Lanka 322-8 (50)                       | – | Schottland 199 (33.2) |
|                   |           | Sri Lanka gewinnt mit 35 Runs (D/L method) |   |                       |